# طريق دقلديانوس

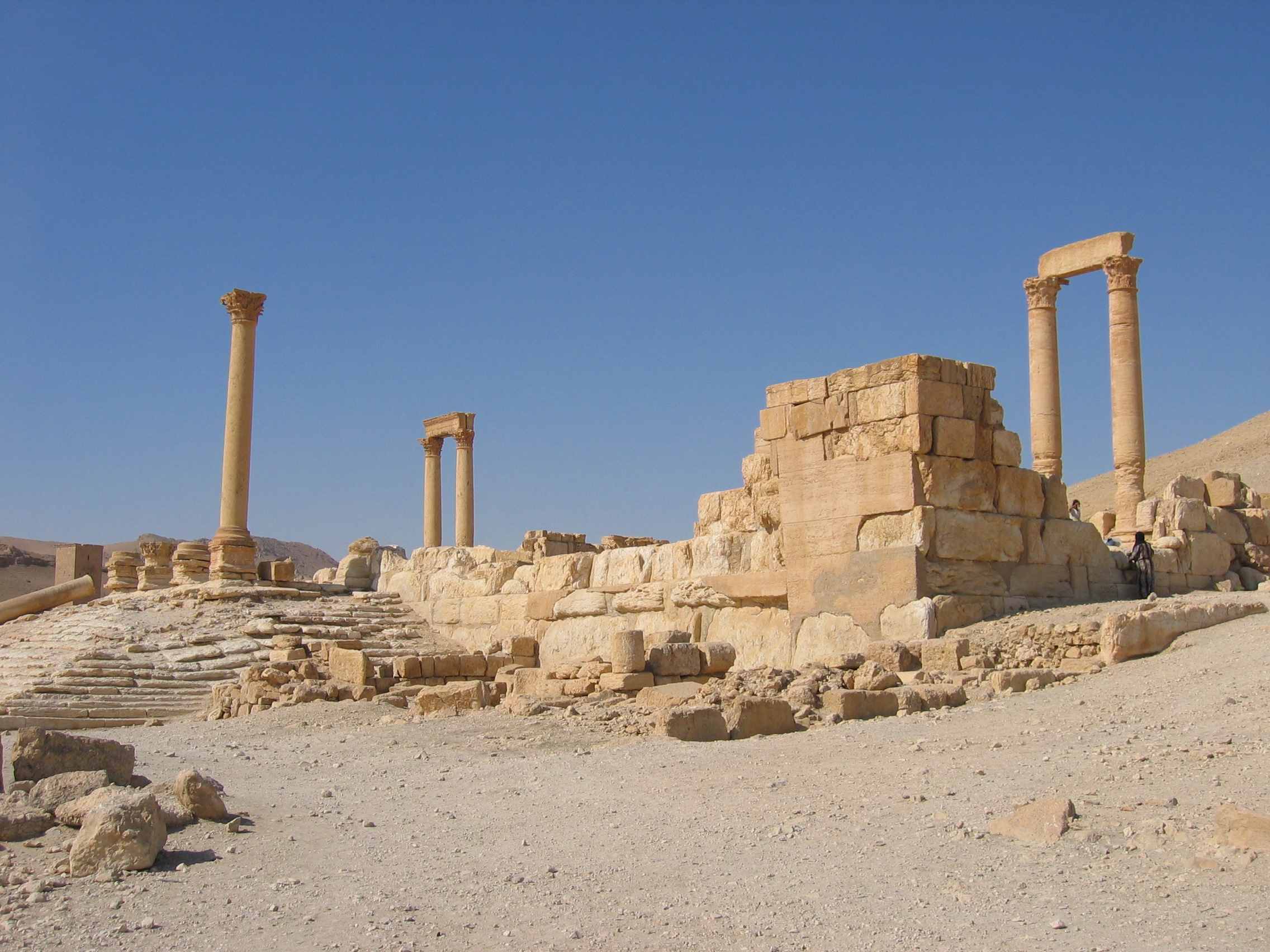
الوصول إلى Principia في قلعة دقلديانوس في تدمر

طريق دقلديانوس Strata Diocletiana (اللاتينية ستراتا ديوكليتيانا) طريقًا تجاريًا وعسكريًا محصنًا يمتد على طول حدود الإمبراطورية الرومانية الشرقية - الليمس العربي - من معسكر فيلق سورا العتيق  على نهر الفرات عبر الصحراء السهلية والمدن الحدودية الهامة مثل الرصافة،  تدمر،  دمشق  وبصرى بمعسكر فيلقها. جنوب بصرى، يمكن أن يستمر الطريق عبر معسكر فيلق بيتثورس الديوكلتياني إلى شمال شرق الجزيرة العربية.
الطريق التي توجد اليوم في سوريا والأردن وضعت في عهد الإمبراطور دقلديانوس (284-305). كما أنشأ القيصر شبكة كثيفة من التحصينات التي بنيت في محافظات ميزوبوتاميا (بلاد ما بين النهرين) وسوريا. كذلك تمت استعادة نظام الطرق أو إضافة طرق جديدة للجيش. استخدم المهندسين الروم أيضًا الطرق الموجودة في بعض الأقسام. مكّن تشييد خزانات المياه الكبيرة وحجارة الأميال من تسهيل التوجه قوات الحدود المتمركزة في الحصون الجديدة بشكل أكثر فعالية ضد القبائل البدوية. في الوقت نفسه، على طول الطريق، وإلى جانبه في الأماكن الغنية بالمياه على مسافة من مسير الفرق اليومية - حوالي 20 ميلًا رومانيًا - كانت هناك في الغالب كاسترا (قلاعًا صغيرة)ذات بناء متشابه، والتي تجسد عادةً النمط المسمى كوادريبورغيا Quadriburgia ، بالإضافة إلى قرى المخيمات المسورة (فيكوس Vici). على وجه الخصوص في الجزء الجنوبي اضيفت حصون صغيرة قديمة إلى النظام، كما المنشأة التي أساسها من زمن الأسرة السيفيرية في دير الكهف. من خلال أجار الأميال التي أقيمت على طول الشارع.صارت العديد من التحصينات الحدودية القديمة معروفة كتابيا بأسمائها، من بين أمور أخرى. بالإضافة إلى ذلك، ذكر اسم ستراتا ديوكلييانا عدة مرات في الكتابات، فبالإضافة إلى أحجار الأميال، ذكره المؤرخ القديم بروكوبيوس القيسراني. كان لنظام المراقبة معسكرات فيلق أخرى ومواقع متقدمة، بالإضافة إلى سلسلة كثيفة من الحصون الصغيرة وأبراج المراقبة.
طرح عمل بوزو Thomas Bauzou تقييماً جديداً لمصطلح ستراتا ديوكليانا. لم يقتصر باوزو على منطقة التدمرية فحسب، بل افترض أيضًا أنه كان يمكن استخدامه كاسم لقوات تدمرية كُلفت بمراقبة جزء من الطريق. كانت كلمة ستراتا عبارة عن مصطلح عسكري محدد بوضوح لطريق حدودي محصن. من ناحية أخرى، فإن دليل طريق الحج Itinerarium Burdigalense، الذي تم تأليفه بين عامي 333 و334، يتحدث أيضًا عن الطريق الرابط بين القدس وبيت لحم كستراتا، على الرغم من أن للمؤرخ هاينز هيرزيج Heinz E. Herzig لم يكن واضحًا بعد نوع العمارة التي قد تكون للستراتات في ذلك الوقت.

## أدبيات
- ميكايلا كونراد : الحدود الرومانية المتأخرة في سوريا. التحقيقات الأثرية في التحصينات الحدودية من سورة، Tetrapyrgium، Cholle وResafa (= Resafa. المجلد 5). Philipp von Zabern، Mainz 2001، ISBN 3-8053-2600-9.
- توماس بوزو: طرق ليه رومان دي سيري. In: Jean-Marie Dentzer، Winfried Orthmann (ed.): علم الآثار والتاريخ دي لا سيري. المجلد 2: La Syrie de l'Époque Achéménide à l'Avènement de l'Islam (= كتابات عن آثار الشرق الأدنى. المجلد 1). SDV، Saarbrücken 1989، ISBN 3-925036-34-2، p.   205-221.
- Thomas Bauzou: Activité de la mission archéologique Strata diocletiana en 1990 et 1992. In: Chronique archéologique en Syrie. المجلد 1، 1992 (1997)، ZDB -ID 2021453-4، ص.   136-140.
- يورغ فاجنر: الرومان على الفرات ودجلة. In: Antique World، Special Edition No. 16، Mainz 1985.

## هوامش
1. ↑  Legionslager Sura bei .
2. ↑  Resafa bei .
3. ↑  Legionslager Palmyra bei .
4. ↑  Damaskus bei .
5. ↑  Legionslager Bostra bei .
6. ↑  Legionslager Betthorus bei .
7. ↑  Jörg Wagner: Die Römer an Euphrat und Tigris. In: Antike Welt, Sonderausgabe Nr. 16, 1985, S. 68.
8. ↑  Beispielsweise das sehr gut erhaltene Kleinkastell Qasr Bushir bei .
9. ↑  Kleinkastell Deir el-Kahf bei .
10. ↑  Michael Sommer: Roms orientalische Steppengrenze. Palmyra – Edessa – Dura-Europos – Hatra. eine Kulturgeschichte von Pompeius bis Diocletian (= Oriens et occidens. Bd. 9). Franz Steiner Verlag, Stuttgart 2005, ISBN 3-515-08724-9, S. 77.
11. ↑  Prokop, Kriegsgeschichte 2, 1, 6.
12. ↑  Michaela Konrad: Der spätrömische Limes in Syrien. Archäologische Untersuchungen an den Grenzkastellen von Sura, Tetrapyrgium, Cholle und in Resafa. 2001, S. 97.
13. ↑  Heinz E. Herzig: Die antiken Grundlagen des europäischen Straßensystems. In: Thomas Szabó (Hrsg.): Die Welt der europäischen Straßen. Von der Antike bis in die Frühe Neuzeit. Böhlau, Köln u. a. 2009, ISBN 978-3-412-20336-8, S. 5–18; hier: S. 8.